# Carlos Takam
Armand Carlos Netsing Takam (ur. 6 grudnia 1980 w Duali) – francuski bokser pochodzenia kameruńskiego, pretendent do tytułu mistrza świata wagi ciężkiej.

## Kariera amatorska
W 2003 roku zdobył brąz igrzysk afrykańskich w 2003 w Abudży. Reprezentował Kamerun podczas letnich igrzysk olimpijskich w 2004 roku w Atenach, ale odpadł w 1/8 finału przegrywając z Egipcjaninem Muhammadem Alim Ridą.

## Kariera zawodowa

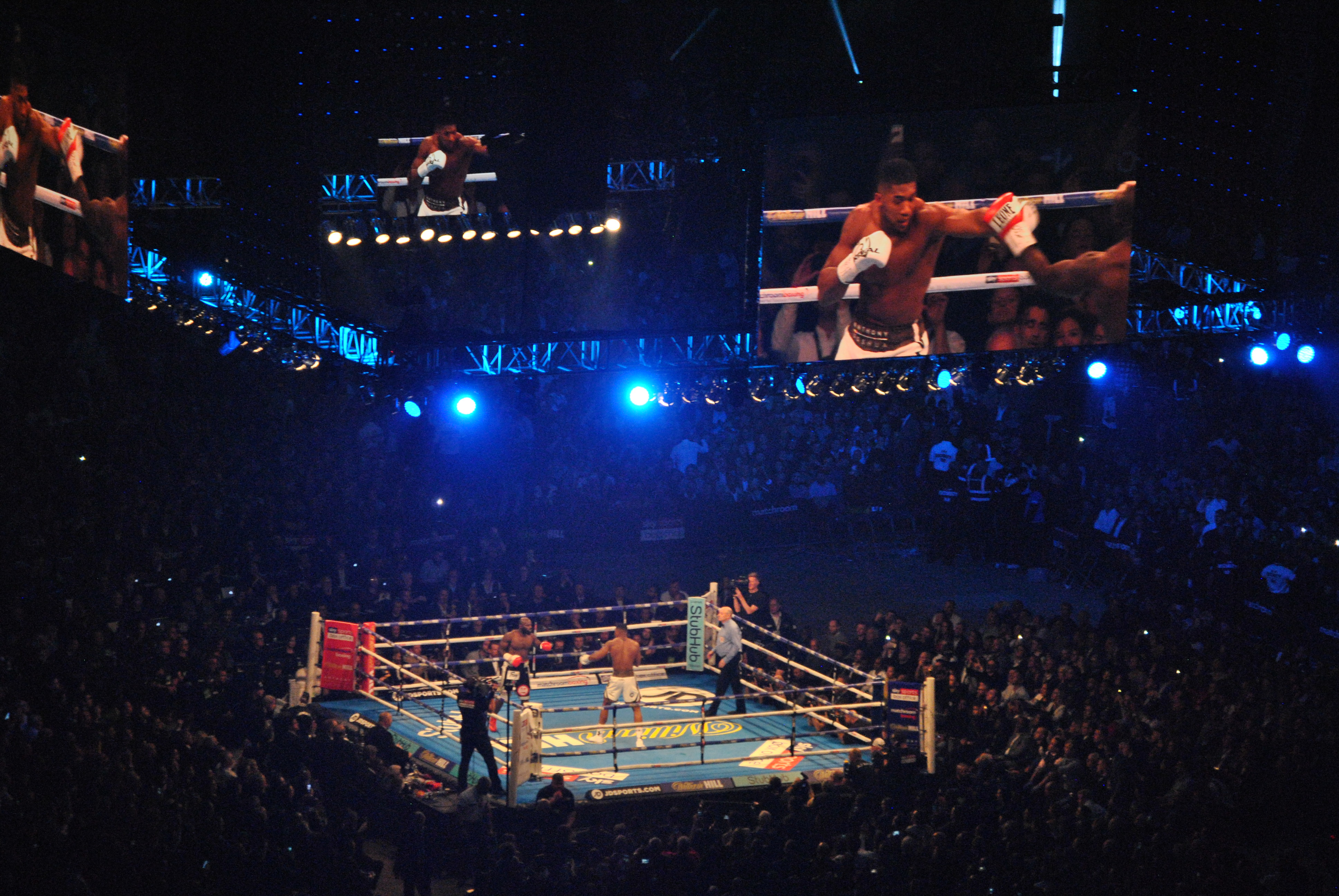
Joshua vs. Takam, Principality Stadium w Cardiff

Swój zawodowy debiut zanotował 10 grudnia 2005 roku we Francji, pokonując na punkty Zinne Eddina Benmakhoufa.
Do końca 2008 roku stoczył siedemnaście walk, z czego aż szesnaście rozstrzygnął przed czasem. Pierwszą zawodową porażkę zanotował dopiero 27 czerwca 2009 roku, kiedy to uległ na punkty Gregory’emu Tony (74-78, 74-79, 75-77).
18 stycznia 2014 roku, po kilku zwycięstwach nad słabszymi rywalami, Takam zanotował debiut na antenie amerykańskiej stacji HBO. W Montrealu zawalczył z niepokonanym wówczas Kubańczykiem Mikiem Perezem (20-0, 12 KO). Walka zakończyła się punktowym remisem (96-94, 95-95, 95-95).
6 czerwca 2014 roku zanotował bardzo istotne zwycięstwo – wysoko wypunktował w Paryżu byłego pretendenta do tytułu mistrza świata Amerykanina Tony’ego Thompsona (39-4, 26 KO). Sędziowie punktowali 117-111, 119-109, 117-111.
24 października 2014 roku pojechał do Moskwy na walkę z Aleksandrem Powietkinem (27-1, 20 KO). W stawce walki znalazł się pas WBC Silver wagi ciężkiej. Takam przegrał przez nokaut w dziesiątej rundzie, wcześniej będąc liczonym w rundzie dziewiątej.
21 maja 2015 roku spotkał się w walce o pozycję obowiązkowego pretendenta do walki o pas mistrza świata federacji WBO z Josephem Parkerem (18-0, 16 KO). Do walki doszło na terenie Nowej Zelandii. Pojedynek był wyrównany, ale Takam przegrał jednogłośnie na punkty (112-116, 112-116, 113-115).
29 stycznia 2017 roku w Makau znokautował w czwartej rundzie reprezentanta Polski Marcina Rekowskiego (17-4, 14 KO).
28 października 2017 w Cardiff przegrał przez techniczny nokaut w dziesiątej rundzie w walce o mistrzowskie pasy WBA, IBF i IBO wagi ciężkiej z Anglikiem Anthonym Joshuą (20-0, 20 KO).
28 lipca 2018 w londyńskiej O2 Arena został znokautowany przez Derecka Chisore (29-8, 21 KO) w ósmej rundzie.